# Džankojský rajón
Džankojský rajón (ukrajinsky Джанкойський район, rusky Джанкойский район) je rajón v Autonomní republice Krym na Ukrajině. Hlavním městem, které ale do rajónu nepatří, je Džankoj. Rajón má přibližně 68 tisíc obyvatel. 
Od Krymské krize území fakticky ovládá Rusko, které rajón považuje za součást svého federálního subjektu Republika Krym.

## Sídla v rajónu
Sídla městského typu:
- Azovske (Azovskoje)
- Vilne (Volnoje)